# Thế vận hội Mùa hè 1904
Olympic Mùa hè 1904 (tên chính thức: Thế vận hội Mùa hè lần thứ III, còn được gọi là St. Louis 1904) là sự kiện thể thao đa môn quốc tế được tổ chức tại St. Louis, Missouri, Hoa Kỳ, từ ngày 1 tháng 7 đến ngày 23 tháng 11 năm 1904. Nhiều môn thi đấu diễn ra tại khu vực nay là sân Francis Field, nằm trong khuôn viên Đại học Washington tại St. Louis. Đây cũng là lần đầu tiên Thế vận hội được tổ chức ngoài châu Âu.
Căng thẳng do chiến tranh Nga–Nhật và khó khăn trong việc di chuyển đến St. Louis đã khiến số lượng vận động viên hàng đầu ngoài Hoa Kỳ và Canada tham dự rất ít. Trong số 651 vận động viên thi đấu, chỉ có khoảng 69–74 người đến từ ngoài khu vực Bắc Mỹ, và chỉ có từ 12 đến 15 quốc gia được ghi nhận là có đại diện. Một số nội dung thi đấu khi đó được tổ chức đồng thời với giải vô địch quốc gia Hoa Kỳ và được xem là trao cả danh hiệu Olympic. Hệ thống trao huy chương ba cấp—vàng, bạc và đồng—cho người xếp hạng nhất, nhì và ba cũng lần đầu tiên được áp dụng tại Olympic 1904.

## Môn thể thao
Chương trình Thế vận hội Mùa hè 1904 bao gồm 16 môn thể thao với tổng cộng 95 nội dung thi đấu thuộc 18 phân môn.
{{Columns-list|
- Thể thao dưới nước
  -  Nhảy cầu (2)

- -  Bơi lội (9)

- -  Bóng nước (1)

- Bắn cung (6)

- Điền kinh (25)

- Quyền Anh (7)

- Xe đạp (7)

- Đấu kiếm (5)

- Bóng đá (1)

- Golf (2)

- Thể dục dụng cụ (11)

- Bóng vợt (1)

- Roque (1)

- Chèo thuyền (5)

- Quần vợt (2)

- Kéo co (1)

- Cử tạ (2)

- Vật (7)

## Các quốc gia tham dự
Vận động viên từ 13 quốc gia đã tham gia tranh tài tại Thế vận hội St. Louis. Các con số trong ngoặc đơn biểu thị số lượng vận động viên được biết đến của mỗi quốc gia. Do khó khăn trong việc di chuyển đến St. Louis vào năm 1904 và căng thẳng tại châu Âu do Chiến tranh Nga – Nhật, chỉ có từ 69 đến 74 vận động viên ngoài khu vực Bắc Mỹ tham dự Thế vận hội này.
| Các quốc gia tham dự |
| --- |
| - Úc (3) - Áo (2) - Canada (56) - Cuba (3) - Pháp (1) - Đức (22) - Anh Quốc (3) - Hy Lạp (14) - Hungary (4) - Na Uy (2) - Nam Phi (8) - Thụy Sĩ (2) - Hoa Kỳ (526) (chủ nhà) |

## Bảng tổng sắp huy chương
| Hạng                | Đoàn                  | Vàng | Bạc | Đồng | Tổng số |
| ------------------- | --------------------- | ---- | --- | ---- | ------- |
| 1                   | Hoa Kỳ                | 77   | 79  | 78   | 234     |
| 2                   | Đức                   | 4    | 5   | 6    | 15      |
| 3                   | Canada                | 4    | 1   | 1    | 6       |
| 4                   | Cuba                  | 3    | 0   | 0    | 3       |
| 5                   | Hungary               | 2    | 1   | 1    | 4       |
| 6                   | Na Uy                 | 2    | 0   | 0    | 2       |
| 7                   | Áo                    | 1    | 1   | 1    | 3       |
| 8                   | Anh Quốc              | 1    | 1   | 0    | 2       |
| 9                   | Thụy Sĩ               | 1    | 0   | 2    | 3       |
| 10                  | Hy Lạp                | 1    | 0   | 1    | 2       |
| 11                  | Đoàn thể thao kết hợp | 1    | 0   | 0    | 1       |
| 12                  | Úc                    | 0    | 3   | 1    | 4       |
| 13                  | Pháp                  | 0    | 1   | 0    | 1       |
| Tổng số (13 đơn vị) | Tổng số (13 đơn vị)   | 97   | 92  | 91   | 280     |